# Neurofenomenología
La neurofenomenología es un programa de investigación científica cuyo objetivo es abordar el problema difícil de la conciencia de forma pragmática. Combina la neurociencia con la fenomenología para estudiar la experiencia, la mente y la conciencia, haciendo hincapié en la condición encarnada de la mente humana. Este campo está muy vinculado a otros como la neuropsicología, la neuroantropología y la neurociencia del comportamiento (también conocida como psicobiología), así como al estudio de la fenomenología en psicología.

## Descripción general
El término fue acuñado por C. Laughlin, J. McManus y E. d'Aquili en 1990. Sin embargo, el término fue apropiado y dotado de una comprensión distintiva por el neurocientífico cognitivo Francisco Varela a mediados de la década de 1990, cuyo trabajo ha inspirado a muchos filósofos y neurocientíficos a continuar con esta nueva dirección de investigación.
La fenomenología es un método filosófico de investigación de la experiencia cotidiana. Se centra en el examen de los distintos fenómenos (del griego, phainomenon, «lo que se muestra») tal y como se presentan a la conciencia, es decir, en una perspectiva de primera persona. Así pues, la fenomenología es una disciplina especialmente útil para comprender cómo se nos presentan las apariencias y cómo les atribuimos significado.
La neurociencia es el estudio científico del cerebro y se ocupa de los aspectos de la conciencia en tercera persona. Algunos científicos que estudian la conciencia creen que la utilización exclusiva de métodos en primera o tercera persona no proporcionará respuestas a las difíciles cuestiones de la conciencia.
Históricamente, Edmund Husserl es considerado el filósofo cuya obra hizo de la fenomenología una disciplina filosófica coherente con una metodología concreta en el estudio de la conciencia, a saber, la epojé. Husserl, que había sido alumno de Franz Brentano, pensaba que en el estudio de la mente era sumamente importante reconocer que la conciencia se caracteriza por la intencionalidad, un concepto que a menudo se explica como la «direccionalidad»; la conciencia es siempre conciencia de algo. A mediados del siglo XX, el filósofo Maurice Merleau-Ponty hizo especial hincapié en la fenomenología de la corporeidad.
Naturalmente, la fenomenología y la neurociencia encuentran una convergencia de intereses comunes. Sin embargo, debido principalmente a los desacuerdos ontológicos entre la fenomenología y la filosofía de la mente, el diálogo entre estas dos disciplinas sigue siendo un tema muy controvertido. El propio Husserl fue muy crítico con cualquier intento de «naturalizar» la filosofía, y su fenomenología se basó en una crítica del empirismo, el «psicologismo» y el «antropologismo» como puntos de vista contradictorios en la filosofía y la lógica. La influyente crítica de los supuestos ontológicos de la ciencia cognitiva computacionalista y representacionalista, así como de la inteligencia artificial, realizada por el filósofo Hubert Dreyfus, ha marcado nuevas direcciones para la integración de las neurociencias con una ontología encarnada. La obra de Dreyfus ha influido en los científicos cognitivos y neurocientíficos para que estudien la fenomenología y la ciencia cognitiva corporizada o el enactivismo. Es el caso del neurocientífico Walter Freeman, cuyo análisis neurodinámico tiene un marcado enfoque merleau-pontyano.